# St. Marys, Georgia
St. Marys är en stad (city) i Camden County, i delstaten Georgia, USA. Enligt United States Census Bureau har staden en folkmängd på 17 099 invånare (2011) och en landarea på 58,3 km².
Utanför staden ligger Naval Submarine Base Kings Bay.